# Poemat prozą
Poemat prozą – gatunek liryki, który odrzuca formalne rygory podziału na wersy. Cechy charakterystyczne to: wyrazista kompozycja i rytmika, kunsztowne słownictwo oraz bogactwo metaforyki. 
Pierwsze utwory tego gatunku powstały w romantyzmie francuskim; pierwszym był Nocny Kasper Aloysiusa Bertranda, a ich rozwój nastąpił w symbolizmie – poematy prozą pisał Charles Baudelaire i Arthur Rimbaud. 
W literaturze polskiej są to m.in. utwory pisarzy okresu Młodej Polski: Jana Kasprowicza O bohaterskim koniu i walącym się domu, czy Tadeusza Micińskiego Panteista, a także z dwudziestolecia międzywojennego: Juliana Przybosia Pióro z ognia oraz twórczość Zbigniewa Bieńkowskiego.